# Werner Walter (Ufologe)
Werner Erwin Walter (* 11. August 1957 in Mannheim; † 7. November 2016 ebenda) war ein deutscher Ufologe. Er gründete im Jahr 1976 gemeinsam mit Hansjürgen Köhler das Centrale Erforschungsnetz außergewöhnlicher Himmelsphänomene (CENAP). Außerdem war er Gründungsmitglied der Gesellschaft zur wissenschaftlichen Untersuchung von Parawissenschaften.

## Leben
Werner Walter war gelernter Einzelhandelskaufmann und lebte in Mannheim, wo er eine UFO-Hotline betrieb und interessierten Privatleuten und den Medien Informationen zum UFO-Phänomen zur Verfügung stellte. Dank seines Wissens über Astronomie und der Beschäftigung mit der UFO-Thematik konnte er eine Reihe von UFO-Sichtungen als fehlgedeutete Sichtungen von Miniatur-Heißluftballons, Himmelskörpern, Flugzeugen oder ähnlich natürlichen Dingen erklären. In den Jahren seiner Tätigkeit hat er nach eigenen Angaben mehr als 1000 Meldungen von UFO-Sichtungen aufklären können.
In seiner Jugend hatte Werner Walter eine ihm für lange Jahre unerklärliche Sichtung eines Lichtphänomens, die ihn zuerst zu einem Anhänger der Theorie machte, dass es sich bei den UFOs um außerirdische Raumschiffe handele. Je länger er sich mit der Thematik beschäftigte, desto kritischer sah er nicht nur diese Theorie, auch deren Vertretern begegnete er zunehmend skeptischer. Werner Walter hat sich durch seine Arbeit und seine Veröffentlichungen einen Ruf als Kritiker der ufologischen Szene erworben und galt als Skeptiker.
Werner Walter war Herausgeber des bis 2007 regelmäßig im Internet erscheinenden Online-CENAP-Reports, in dem er über aktuelle sowie historische UFO-Sichtungen berichtete. Nach 40 Jahren Arbeit im Umfeld der UFO-Forschung zog Walter sich 2014 von der UFO-Thematik zurück, da ihn das Thema nach eigenen Angaben zunehmend langweilte und nervte. Nach einem Schlaganfall lebte Werner Walter seit 2. Juli 2014 bis zu seinem Tod im Mannheimer Pflegeheim CentroVerde.

## Mediale Rezeption
Medial wurden Walters Meldungen über lange Zeit regelmäßig rezipiert, sei es im Zusammenhang mit dem Mysteriösen Leuchten beim Überflug der ISS oder von Meteoriten, bezogen auf seine jährliche Statistik oder auf seine Hotline. Edgar Wunder zufolge ist Walter seinerzeit durch seine vehemente, öffentliche Kritik „unter Ufologen zum Sinnbild des »UFO-Gegners« avanciert“.

## Kritik
UFO-Forscher wie Illobrand von Ludwiger von MUFON-CES warfen Werner Walter mangelnde Sachlichkeit vor, bemängelten die Polemik in seinen Texten und zweifelten seine fachliche Kompetenz an. Das „Netzwerk“ erweise sich bei näherer Betrachtung als Ein-Mann-Betrieb. Ebenso bemängelt wurde sein Umgang mit Zeugen, die sich immer wieder nach einem Gespräch mit der „UFO-Hotline“ an andere UFOlogen wandten.

## Schriften
- UFOs, Die Wahrheit. Heel, Königswinter 1996, ISBN 3-89365-524-7.
  - Taschenbuchausgabe: Goldmann, München 1998, ISBN 3-442-12772-6.